# Cung điện ở Jastrowiec
Cung điện ở Jastrowiec (tiếng Ba Lan: Pałac w Jastrowcu) là một cung điện được xây dựng ở làng Jastrowiec, Jaworski, tỉnh Dolnośląskie, Ba Lan. Công trình kiến trúc này cùng một công viên ở xung quanh được ghi vào sổ đăng ký di tích.

## Đôi nét về cung điện
Cung điện ở Jastrowiec là một tòa nhà ba tầng theo phong cách Baroque, được xây dựng trên một mặt phẳng hình chữ nhật với những nét đặc trưng của chủ nghĩa chiết trung. Bên trong cung điện có bếp lò và lò sưởi kiểu Baroque. Công trình kiến trúc này ban đầu thuộc sở hữu của Jan Czirna. Vào năm 1809, cung điện trở thành tài sản của Bá tước von Schlabrendorff, và sau đó là Bá tước Hoyos.
Cung điện được bao quanh bởi một công viên có từ thế kỷ 19 với các cây sồi và một số loài cây cổ thụ khác với chu vi thân lên đến 6 mét. Trong công viên, còn có một cái ao dùng để cung cấp nước cho một nhà máy trước đây. Công trình phụ cạnh cung điện được xây dựng vào thế kỷ 18, với mái vòm hình củ hành đặc trưng và được bao phủ bởi đá phiến.
Hiện nay, Cung điện ở Jastrowiec còn có một trang trại đang thực hiện lĩnh vực du lịch nông nghiệp.